# Toni Hoffman
Toni Ellen Hoffman (Sídney, 9 de julio de 1957) recibió el premio a héroe local Australiano del Año 2006 por su papel como confidente que informó al político de Queensland Rob Messenger respecto de Jayant Patel, un cirujano que fue investigado en el caso Morris y más tarde en la  Comisión Davies. Ella al principio comenzó a tener dudas respecto a la habilidad de Patel en la gestión y con otros directivos. Tanto los médicos como los cirujanos que estaban familiarizados con su trabajo quedaron también fuertemente consternados.
Se alegó que un buen número de pacientes que no estaban directamente bajo el cuidado de Patel fueron tratados y posteriormente operados pese a que no fuese necesario ningún procedimiento. Australian Story publicó el 27 de junio de 2005 detalles sobre las experiencias de Hoffman durante la estancia de Patel en Bundaberg. El punto que confirmó sus sospechas y que le llevó a investigar más profundamente pudo haber sido el aumento del número de pacientes muertos. La falta de apoyo e incluso el rechazo de sus colegas hizo que todas sus acciones fuesen más que meritorias.
La comisión de investigación de hospitales públicos de Queensland mencionó esto en el párrafo 3.427 (i):

Hasta comienzos de 2005, el médico Keating advirtió repetidamente al Sr. Leck que la  quejas de Hoffman estaban totalmente injustificadas y se debían a causas personales de hace tiempo donde había apreciado (especialmente en el contexto de sus quejas) que todas ellas eran puramente cuestiones médicas.

El hecho es que Patel trabajo durante muchas horas en recopilar un gran número de procedimientos que había visto como buenos para la administración del hospital, siendo incluso premiado en una ocasión como "Empleado del Mes". Hoffman llegó a ser ridiculizada por sugerir que la presencia del médico no era beneficiosa para el hospital y como último recurso decidió llevar el tema al ámbito público tratando el tema con el miembro local del parlamento Rob Messenger.
Ella está también referenciada por la Comisión de Investigación en el párrafo 3.432:

Quiero agradecer a ciertas personas cuyo cuidado, pasión o coraje fue vital para arrojar luz sobre el entramado oculto. La primera y más importante fue sin duda la Sra. Hoffman. Ella debió de confiar mucho en sí misma, o hubiese sucumbido a ciertas presiones del trabajo dentro de un sistema carente de responsabilidad.
Ella tuvo que elegir aislarse de la influencia de Patel dejando el lugar de trabajo o cuando menos la Unidad de Cuidados Intensivos. En detrimento la Sra. Hoffman documentó de modo persistente y cuidado las transgresiones de Patel. Quisiera también rendir tributo al Sr
Messenger, parlamentario por Burnett. Él dio alas a la posibilidad de iniciar las investigaciones cuando nadie más parecía dispuesto, y aunque no es el tema de este informe, fue forzado en el curso de sus actos a asumir sus actos de manera anónima.

Messenger también fue criticado por sus compañeros hasta que el periodista del Courier Mail Hedley Thomas hizo una búsqueda en Google de Jayant Patel y encontró que se había tenido que enfrentar a acciones disciplinarias por negligencia en los Estados Unidos.
Hedley Thomas fue también mencionado en el párrafo 3.433 de la Comisión de Investigación:

Finalmente, quiero agradecer la labor de los medios en la difusión del trabajo de esta comisión, y al Sr Hedley Thomas del
Courier-Mail en particular, en la que sin su persistencia gran parte de esta historia permanecería aun oculta.

La Comisión de Investigación también hizo mención a las evidencias del Sr. Woodruff en el párrafo 3.418 (w):

Él sostuvo que la situación en Bundaberg no era única y se practicaban procedimientos quirúrgicos aberrantes en otras partes de Queensland. Ellos sin embargo lo ocultan a menudo basándose en sus credenciales o por causas de morbilidad y mortalidad. Él dijo que, si Patel había estado trabajando en un hospital terciario principal, cualquier procedimiento inferior debería de ser "muy evidente".